# Чотрул Дючен

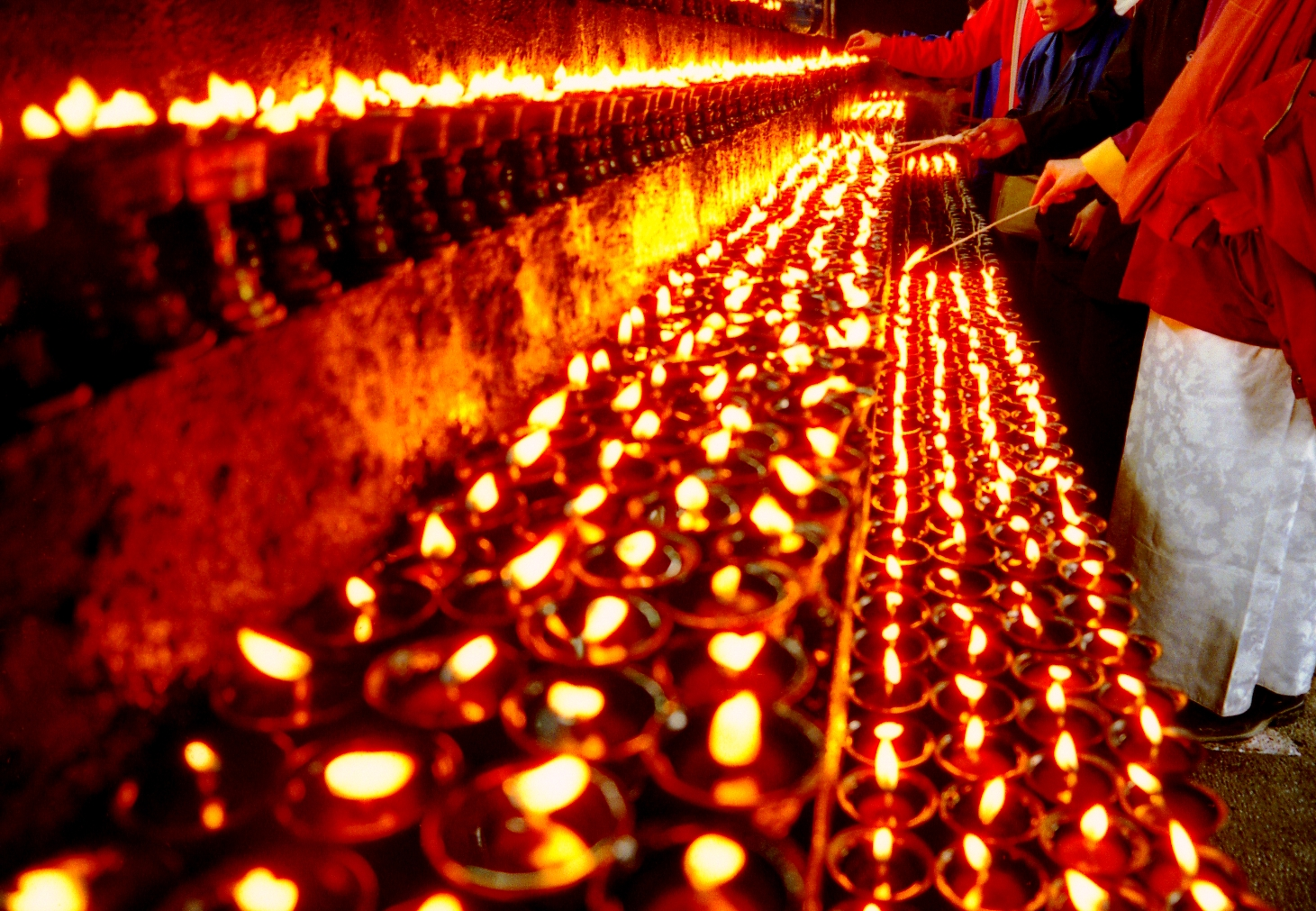
Масляные лампады в тибетском монастыре

Чотрул Дючен (тиб. ཆོ་འཕྲུལ་དུས་ཆེན་, Вайли: Cho-'phrul Dus-chen) или Пра́здник ма́сляных лампа́д — праздник, принятый в тибетском буддизме. Приходясь на полнолуние первого месяца, он завершает двухнедельный цикл новогодних обрядов, посвящённых привлечению счастья в наступившем году. 
Этот праздник установлен в честь следующего события из жизни Будды. 6 глав индийских философских школ вызвали Будду на соревнование. В течение 15 дней с Нового года Будда демонстрировал новые сверхобычные явления каждый день и так все его противники признали себя побеждёнными. Многие видевшие это обратились в буддизм. Последний день отмечает это событие.
В этот день все посвящают себя добрым делам и пожеланиям, потому что считается, что позитивный и негативный эффект любого действия, предпринятого в этот день, возрастёт в 10 миллионов раз.

## Даты
- В 2010 году Чотрул Дючен приходится на 28 февраля.
- В 2019 году Чотрул Дючен приходится на 19 февраля.